# 航空輸送集団
航空輸送集団（こうくうゆそうしゅうだん、ドイツ語：Lufttransportkommando、略称：LTKdo）は、ドイツ連邦空軍空軍指揮司令部隷下の集団（基幹単位の師団級コマンド）の一つ。集団司令部はノルトライン＝ヴェストファーレン州ミュンスターに所在し、ドイツ連邦空軍における航空輸送業務を統括していた。

## 概要
航空輸送集団はドイツ連邦空軍の輸送用航空機の集中運用と政府専用機の運用を担当する師団級コマンドとして存在する。航空輸送集団はドイツ連邦軍全軍の空輸や捜索救難および政治家の空輸を担任する。とりわけ航空輸送集団はコソボやアフガニスタンでの連邦軍の軍事行動について密接に関与している。人道援助任務ではカンボジアやソマリアなどに輸送機を派遣した実績を持つ。ドイツ国内に置いても8機のヘリコプターが災害や事故発生に備えて待機している。1998年にはエッシェーデICE脱線事故での救助飛行時の調整に尽力した。
1968年4月1日にケルンのポルツ＝ヴァーン（Porz-Wahn）にて空軍航空輸送集団が編成される。1971年2月1日にミュンスターのマンフレート・フォン・リヒトホーフェン通りに面した施設に集団司令部を移転する。司令部には軍人軍属含めて約350人が勤務した。
航空輸送集団は約6,300人の軍人と96人の文民職員で構成され、96機の固定翼輸送機と85機の回転翼機を保有している。装備機種はトランスポルト・アリアンツ C-160輸送機とベル UH-1汎用輸送ヘリコプターである。
1958年以来、過去の航空輸送部隊を含め航空輸送集団は171回の各種活動に参加した。通算で74,000トンの貨物、飛行時間45,000時間、輸送人員49,000人におよぶ。救急ヘリコプターでは3,400人の患者を空輸、この内約半数はICU患者であった（2005年末）。
航空輸送集団は2010年秋にオランダ王国アイントホーフェンに本部機能を置く多国籍間調整司令部である欧州航空輸送司令部（EATC）に集団司令部要員が共有され2010年末に解隊される予定。欧州航空輸送司令部についてはベルギー、オランダ、フランス、ドイツの4ヶ国の保有する約200機の輸送機を調整運用する多国籍機関として機能する。目的は既存の輸送能力全ての最適化運用を目指している。捜索救難部隊と特別航空団などの国家的業務については引き続きドイツ連邦空軍の責任として残留する。2010年7月1日に第61、第62空輸航空団と連邦国防省特別航空団は第1空軍師団に、第63空輸航空団は第4空軍師団に配転される。

## 部隊および機関の編成
2010年6月末時点の状況。
- 集団司令部　在ミュンスター
- 第61空輸航空団　在バイエルン州ペンツィング
- 第62空輸航空団　在ニーダーザクセン州ヴンストルフ
- 第63空輸航空団　在シュレースヴィヒ＝ホルシュタイン州レンツブルク
- 連邦国防省特別航空団　在ケルン＝ヴァーン

## 歴代司令官
前身組織を含む
| 代 | 氏名                                                                 | 着任          | 離任                 |
| -- | -------------------------------------------------------------------- | ------------- | -------------------- |
| 1  | アルフォンス・ヴォルニア空軍大佐 Alfons Vonier                       | 1961年        | 1965年               |
| 2  | ヘルベルト・トレペ空軍大佐 Herbert Treppe                            | 1965年        | 1968年3月31日        |
| 3  | クルト・クールマイ空軍少将 Kurt Kuhlmey                              | 1968年4月1日  | 1971年3月31日        |
| 4  | ヴェルナー・グート空軍少将 Werner Guth                               | 1971年4月1日  | 1977年6月30日        |
| 5  | ホルスト・ルーダット空軍少将 Horst Rudat                             | 1977年7月1日  | 1980年9月30日        |
| 6  | ハインツ＝ウルリヒ・バウター空軍少将 Heinz-Ulrich Beuther            | 1980年10月1日 | 1983年3月31日        |
| 7  | ゲルハルト・ヨーン空軍少将 Gerhard John                              | 1983年4月1日  | 1984年9月30日        |
| 8  | フーベルト・マルクイタン空軍少将 Hubert Marquitan                    | 1984年10月1日 | 1991年5月20日        |
| 9  | ハンス＝ヨアヒム・ストルツニュオック空軍少将 Hans-Joachim Strzebniok | 1991年5月20日 | 1994年9月30日        |
| 10 | ゲルハルト・バック空軍少将 Gerhard Back                              | 1994年10月1日 | 2000年               |
| 11 | ラインハルト・ホッペ空軍少将 Reinhart Hoppe                          | 2000年        | （2002年以降は不明） |